# St. Nikolaus (Pittersberg)

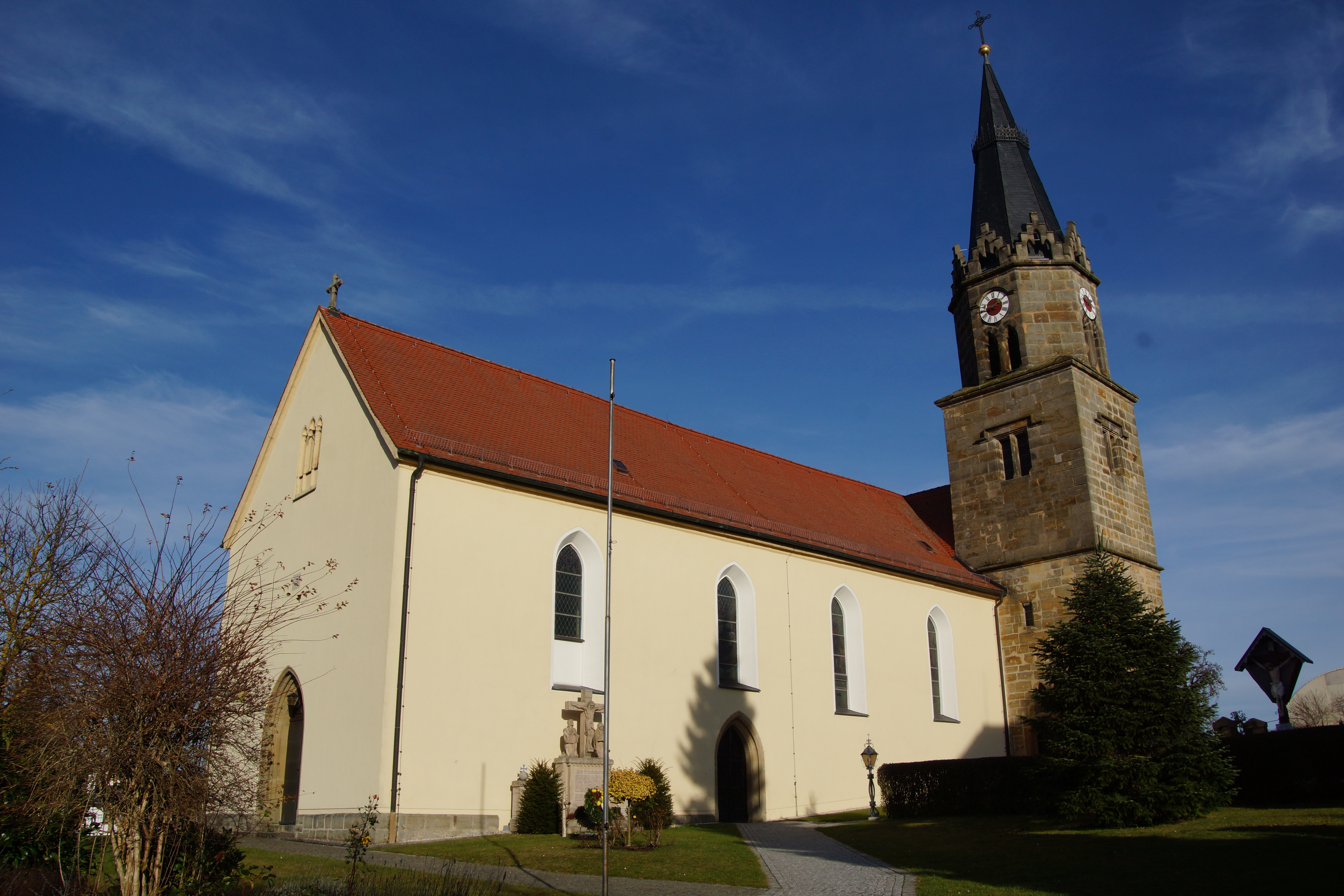
St Nikolaus – Pittersberg

Die katholische Pfarrkirche St. Nikolaus steht im Ortsteil Pittersberg der Gemeinde Ebermannsdorf im oberpfälzischen Landkreis Amberg-Sulzbach. Die Kirche ist unter dem Zeichen D-3-71-118-9 in die Denkmalliste des Freistaates Bayern eingetragen und zählt heute zur Pfarrei Theuern im Dekanat Amberg-Ensdorf.
Kirchenpatron ist der hl. Nikolaus von Myra.

## Geschichte

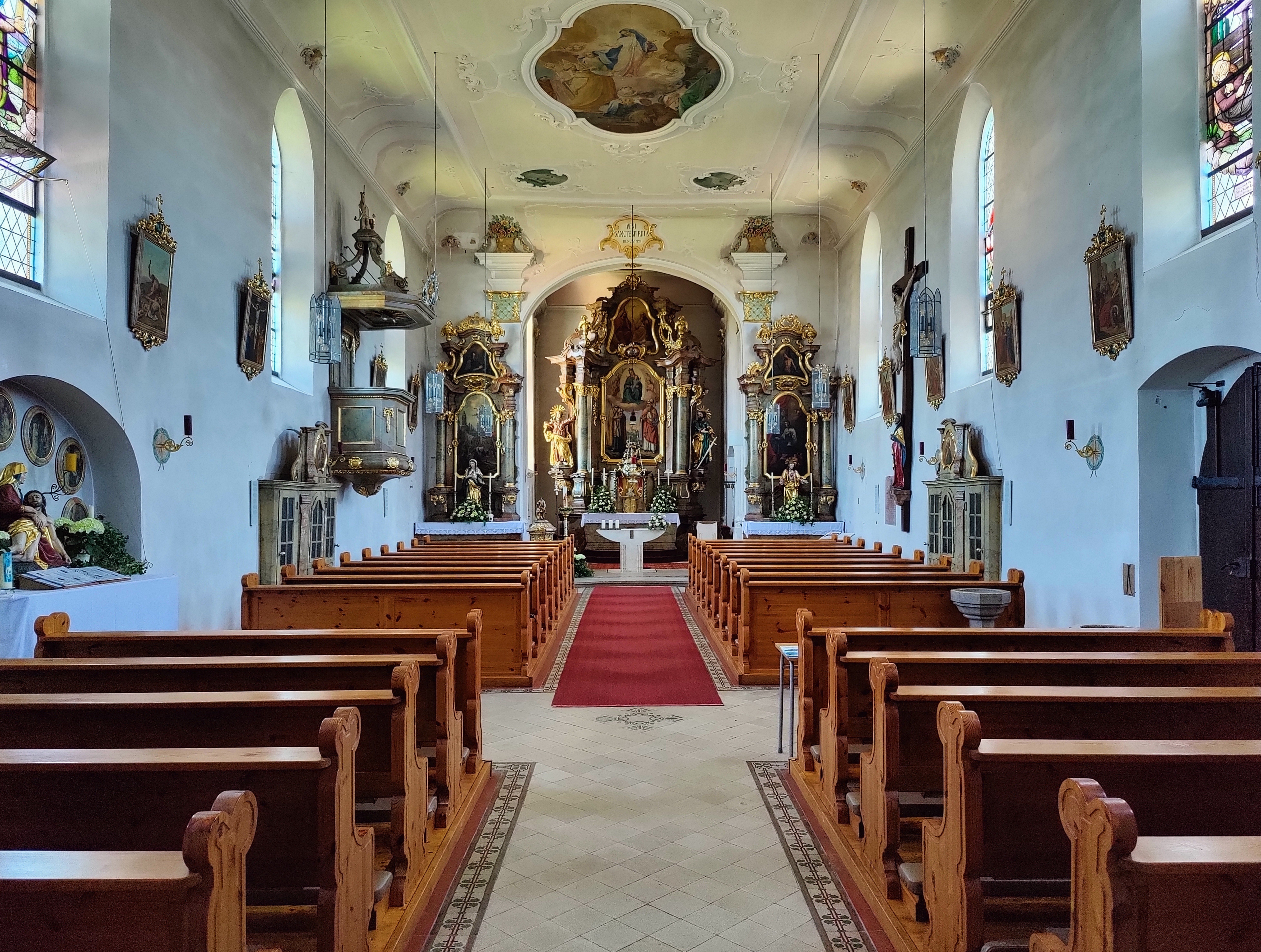
Innenraum (2022)

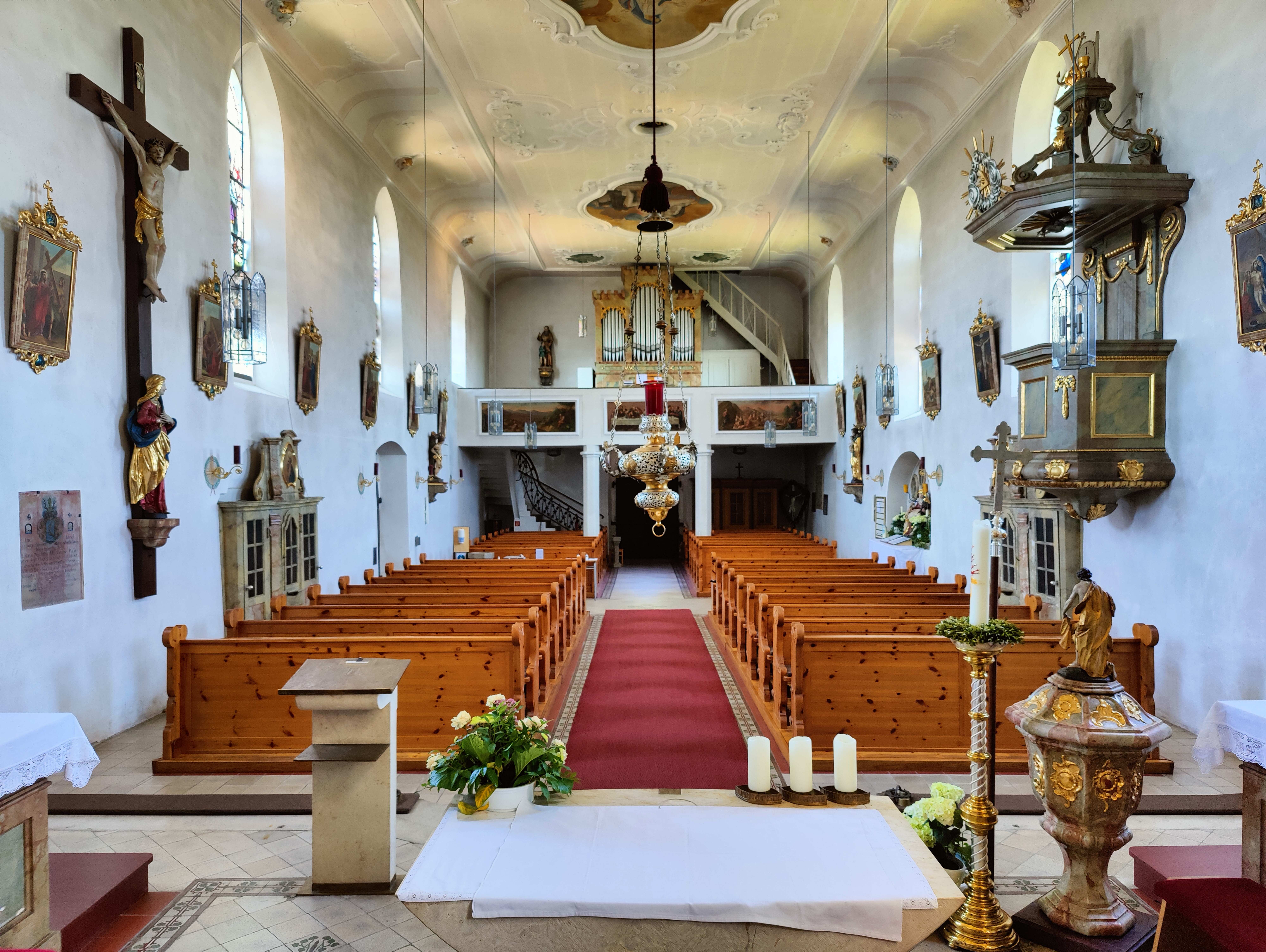
Blick zur Orgel

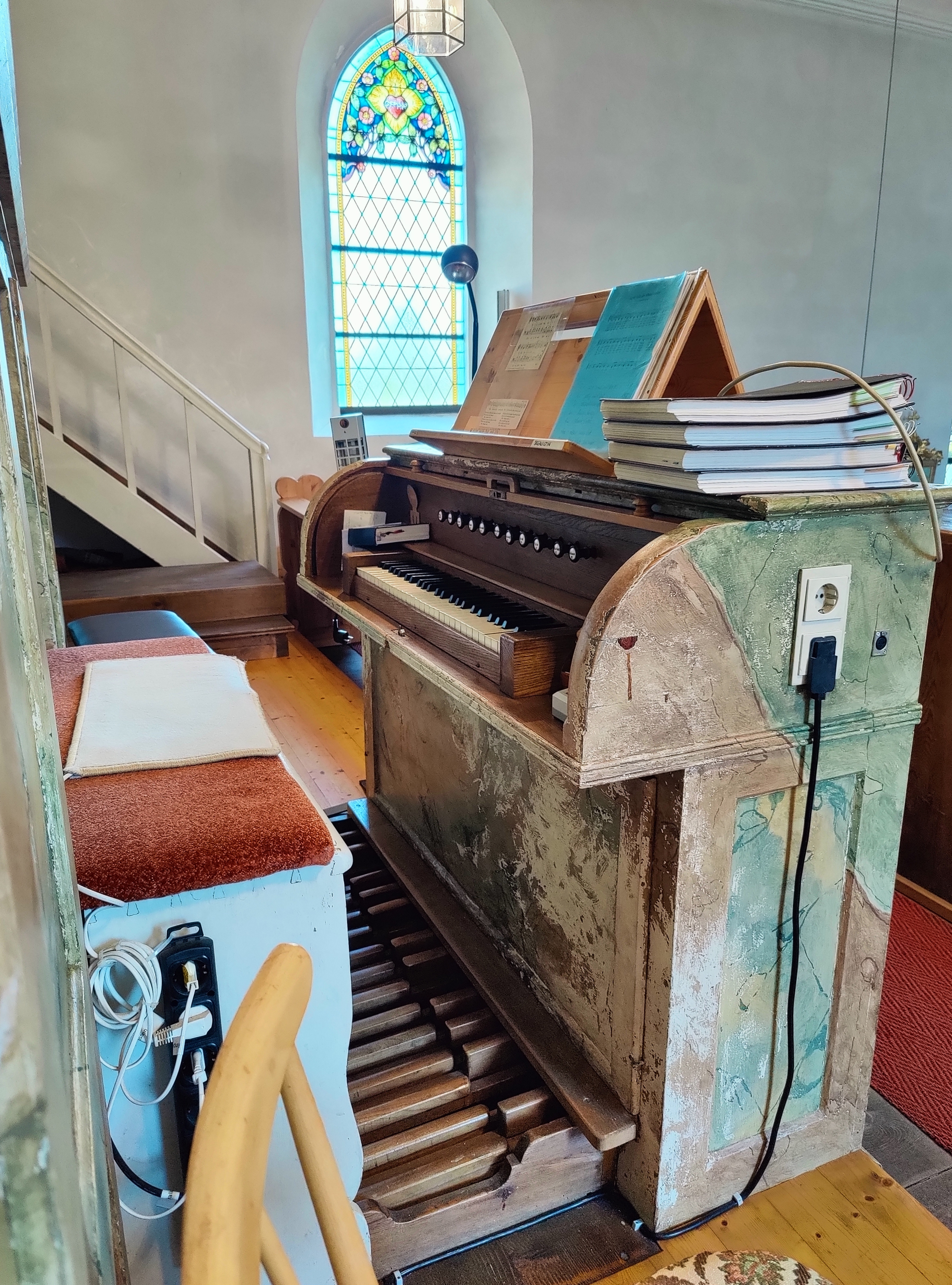
Spieltisch der Orgel

Eine erste Kapelle ist in Pittersberg ab 1230 nachweisbar. An ihrer Stelle wurde ab 1860 das Schiff der heutigen Kirche errichtet. 1862 erfolgte der Einbau der von Friedrich Specht gefertigten Orgel. Der 43 Meter hohe Kirchturm entstand im Jahr 1887.
1981 wurde die Kirche innen und im Jahr 1987 von außen renoviert. Eine weitere Innenraumsanierung erfolgte 1996 bis 1998, wobei ein neuer Volksaltar und neue Kirchenstühle eingebaut wurden. Auch der Dachstuhl wurde repariert und neu eingedeckt.

## Architektur
Der Bau ist eine einschiffige Hallenkirche mit eingestelltem Glockenturm über einem quadratischen Grundriss. Der Turm ist mit einem Spitzhelm gedeckt. Vier Biforienfenster öffnen sich in der Glockenstube.

## Ausstattung
Die Kirche ist mit drei architektonisch aufwändigen Altären in hochbarocken Formen  mit Säulen aus Stuckmarmor, verkröpften Gesimsen und mit üppigen Vergoldungen der Kapitelle und des Dekors ausgestattet. Das Altarbild des Hochaltars zeigt die Heiligen Dionysius und Nikolaus, den Schutzpatron der Kirche. Flankiert werden sie von Statuen der Apostel Petrus und Paulus.
Die Fresken im Chor: Anbetung des Lammes durch Engel, im Langhaus: Nikolaus, Georg u. a. Heilige verehren Maria, Rosenkranzspende, Symbole der 4 Haupttugenden sind von dem Kirchenmaler des Neubarock Josef Wittmann gemalt in 1912.
Die farbigen Kirchenfenster des Chors aus dem Jahr 1912 sind Stiftungen Pittersberger Bürger. Sie zeigen die Heiligen Nikolaus von Myra, Isidor von Sevilla, den hl. Georg, Franz von Xaver, Elisabeth von Thüringen und die hl. Notburga.